# Lipica
Lipica (en italiano Lipizza) es una pequeña localidad perteneciente al municipio  de Sežana, en el litoral de Eslovenia. Forma parte de la región estadística de Litoral-Karst. Es famosa sobre todo por ser el origen de la raza de caballos lipizzanos.
Sus famosos caballos aparecen también en las monedas de 20 céntimos de euro de Eslovenia.

## Etimología
El nombre de Lipica viene del esloveno lipa ("tilo"), los cuales son comunes por la zona y un símbolo nacional en Eslovenia.

## Historia
Desde el siglo XIV hasta 1947, Lipica fue parte del municipio de Trieste. En esa fecha se incorporó a Yugoslavia, como parte de la República Socialista de Eslovenia.
En el siglo XVI, el Archiduque Carlos II de Estiria decidió establecer una nueva granja de cría de sementales, y para ello, puesto que consideraban que la mejor raza era la española, decidieron hacerlo en el Carso, al tener un clima parecido al de España. La granja fue establecida el 1580, cuando trajeron 24 yeguas y 6 sementales de raza española.

## Granja de cría
Gracias al cruce de caballos españoles con otras razas locales, ha dado lugar al caballo lipizzano. Este es muy apreciado para la doma clásica por su docilidad.
Durante las Guerras Napoleónicas la granja fue trasladada a Székesfehérvár, en Hungría, a Đakovo en 1805 y a Pecica en 1809. Fue trasladada de nuevo durante la Primera Guerra Mundial a Laxenburg primero, y luego a Kladruby nad Labem.
En la Segunda Guerra Mundial, sus caballos fueron confiscados por los alemanes, dejando al final de la contienda tan solo 11 de ellos. En los 60 la granja fue abierta al turismo, y en 1996 se convirtió en una institución pública de titularidad estatal.